# Ardino

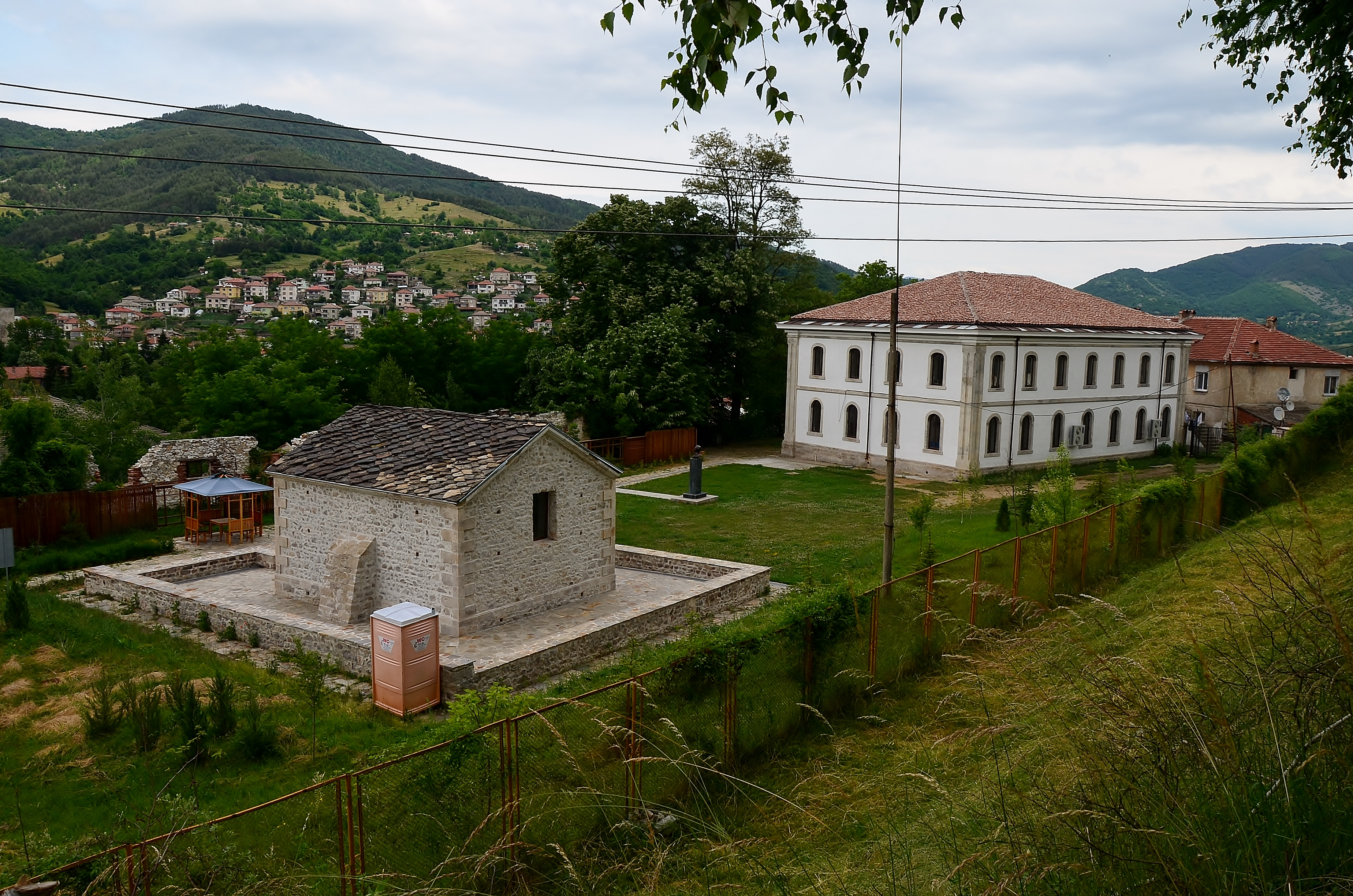
Das ehemalige osmanische Munitionslager (rechts) sowie das Historische Museum (links).

Ardino (bulgarisch Ардино, türkisch Eğridere) ist eine Stadt im Süden Bulgariens, in den Rhodopen. Die Stadt befindet sich in der Oblast Kardschali, in der Nähe der Stadt Madan. Ardino ist aufgrund der Textilindustrie sehr bekannt in Bulgarien. Zudem verfügt die Stadt über eine Maschinenbaufabrik und eine Tabakfabrik.
In der Nähe befinden sich die Sehenswürdigkeiten Adler-Felsen und Djawolski most (dt. Teufelsbrücke), welche Touristen immer wieder besuchen. Dieses Gebiet befindet sich rund 10 km von der Stadt entfernt. Die Einwohnerzahl der Stadt beträgt rund 3500, darunter zählen viele Minderheiten, die größte Minderheit stellen die Türken dar.
2023 wurden in Ardino das einzige Tabakmuseum in Bulgarien eröffnet sowie das ehemalige osmanische Munitionslager restauriert.

## Persönlichkeiten
- Sabahattin Ali, türkischer Schriftsteller und Lehrer

## Städtepartnerschaften
Ardino nennt folgende Partnerstädte: 
| Stadt             | Land          |
| ----------------- | ------------- |
| Kartal , Istanbul | Türkei        |
| Kırklareli        | Türkei        |
| Nilüfer           | Bursa, Türkei |